# Megmaradt Alice-nek
A Megmaradt Alice-nek (Still Alice) egy 2014-ben bemutatott független, amerikai filmdráma Richard Glatzer és Wash Westmoreland rendezésében. A forgatókönyv Lisa Genova azonos című regényén alapszik. A főszerepet Julianne Moore, Alec Baldwin, Kristen Stewart és Kate Bosworth alakítja. A film a 2014-es Torontói Filmfesztiválon debütált. Julianne Moore alakításával elnyerte a legjobb női főszereplőnek járó Oscar-, a Golden Globe-, BAFTA- és a Screen Actors Guild-díjat.    

## Cselekmény
|  | Alább a cselekmény részletei következnek! |

Az ötvenedik életévét betöltött Alice Howland (Julianne Moore) nyelvész a Columbia Egyetemen. Az utóbbi időben észleli, hogy gondjai támadnak önmaga kifejezésével, mert nem jutnak eszébe a megfelelő szavak. Nem csinál belőle nagy ügyet, csak miután szokásos kocogására indul a kampusz körül, hirtelen úgy érzi, eltévedt, és nem tudja, hol van. Alice felkeres egy orvost, aki különböző szűrésekkel és tesztekkel teszi a nőt próbára, és megállapítja, hogy korai Alzheimer-kórban szenved, ami egy igen ritka formája a betegségnek, és örökölhető. Alice először nem akarja elmondani férjének, Johnnak (Alec Baldwin), azonban megfeledkezik egy fontos találkozójukról. John bátorítására Alice összehívja három már felnőtt, önálló életet élő gyerekét, a várandós Annát (Kate Bosworth), az egyetemista Tomot (Hunter Parrish) és a színészi ambíciókkal ellátott Lydiát (Kristen Stewart), és kitálal nekik a betegségéről, amit lehet, hogy megörököltek. Tom és Anna elvégzik a szükséges teszteket, és kiderül, hogy Anna örökölte az Alzheimer-kóros gént. Lydia nem csinál tesztet.
Alice mindennap memóriajátékokat játszik, felír a táblára szavakat, amiket letakar, és öt perc múlva ellenőrzi, emlékszik-e rájuk. A családjával szókirakót játszik a telefonján, és feljegyez alapvető kérdéseket, amiket minden nap meg kell tudnia válaszolni, mint hogy hogy hívják, mikor született, kik a gyermekei. Az orvosához, Dr. Benjaminhoz is visszajár. A külvilág elől azonban titkolja betegségét, de szándéka ellenére nem taníthat már tovább az egyetemen, mert nem tud a diákokra koncentrálni. Alice, hogy némi összképet és magabiztosságot nyerjen, meglátogat egy intézményt, ahol a páciensek a demencia valamelyik formájában szenvednek. Alice készít a jövőbeli énjének egy videót, amiben instrukciókat ad arra az esetre, ha már nem tudja egyik alapvető kérdésre sem a választ: erős altatót rejt el a szekrényében, hogy majd az összeset bevéve megkímélje önmagát és családját hanyatló egészségétől.
A kór egyre erősebb lesz, Alice nem találja meg a vécét a saját házában, elfelejti, hogyan kell sütni a gyerekek kedvenc édességét, és nem ismeri meg Lydiát, mikor gratulál neki a príma előadása után. Dr. Benjamin javasolja Alice-nek, hogy tartson motivációs előadást, és ossza meg gondolatait és érzéseit a többi beteggel. Alice egy szövegkiemelővel követi beszédének sorait, hogy nehogy újra és újra elolvassa ugyanazt a mondatot. Előadása mindenkiben mély nyomot hagy, különösen férjében és gyerekeiben.
Alice-nek egyre nehezebb megválaszolnia a kérdéseket telefonján, ezért nagyon ideges lesz, mikor egy nap elveszti, és nem találja, ezért mindent kipakol és felforgat az éjszaka közepén. A telefon csak egy hónap múlva kerül elő, de Alice-nek nem tűnik fel az idő múlása, és azt hiszi, hogy csak tegnap vesztette el. Alice-nek álmában megjelenik baleset miatt korán elhunyt édesanyja és nővére, és véletlenül összekeveri lányát, Annát a saját nővérével. Mikor Anna megszüli gyermekeit, és látogatóba mennek hozzá, Alice már egyáltalán nem ismeri fel Annát.
Alice-hez ápolót hívnak, aki őt a nap nagy részében felügyeli. Alice egyik nap véletlenül rábukkan a magának készített videóra, és nagy nehezen megtalálja az altatós üvegcsét. Bevenni már nem tudja, mert az ápoló megérkezett. Alice megijed a zajra, és a földre veri a gyógyszereket, amik szerteszóródnak a padlón. John, Alice férje már nem tudja elviselni, hogy Alice elveszti önmagát, ezért elvállalja a neki felkínált állást és elutazik. Lydia, Alice lánya költözik haza, hogy anyja gondját viselje. Lydia egy könyvet olvas fel Alice-nek, majd megkérdezi anyját, szerinte miről szólt. Alice nehezen artikulálva egy szót mond: szeretetről.   
|  | Itt a vége a cselekmény részletezésének! |

## Szereplők
| Színész            | Szerep             | Magyar hangja |
| ------------------ | ------------------ | ------------- |
| Julianne Moore     | Alice Howland      | Spilák Klára  |
| Alec Baldwin       | John Howland       | Csankó Zoltán |
| Kristen Stewart    | Lydia Howland      | Csuha Bori    |
| Kate Bosworth      | Anna Howland-Jones | Molnár Ilona  |
| Hunter Parrish     | Tom Howland        | Czető Roland  |
| Shane McRae        | Charlie Jones      | Seder Gábor   |
| Stephen Kunken     | Dr. Benjamin       | Tarján Péter  |
| Victoria Cartagena | Hooper professzor  | n.a           |
| Seth Gilliam       | Frederic Johnson   | n.a           |
| Daniel Gerroll     | Eric Wellman       | Láng Balázs   |
| Erin Darke         | Jenny              | Dögei Éva     |
| Kristin Macomber   | Anne               | n.a           |
| Caridad Montanez   | Elena              | n.a           |

további magyar hangok: Gyarmati Laura, Mohácsi Nóra

## A regény és a film
A könyv szerzőjét, Lisa Genovát, többször visszautasították a kéziratával, ezért magánkiadásban jelentette meg először a regényt 2007-ben. A Megmaradt Alice-nek 2009-re New York Times bestseller lett, huszonöt nyelvre lefordították, negyven hétig maradt a toplistán és a színpadon is debütált. Az alaptörténet nagyon hasonlít az 1985-ös Do You Remember Love? című tévéfilmére, amiben Joanne Woodward játssza a szintén korai Alzheimer-kórban szenvedő főszereplőt, és Emmy-díjat nyert vele.
2011-ben a meleg házaspárt, Wash Westmorelandet és Richard Glatzert kérték meg, hogy írjanak forgatókönyvet, azonban Glatzert akkortájt diagnosztizálták ALS-sel, és először nem akarták elvállalni. De minél jobban belemélyedtek a történetbe, annál több párhuzamot tudtak vonni az Alzheimer-kór és az ALS között. Alice beszédét az Alzheimer-kóros betegekhez Glatzer írta.

## Forgatás
Julianne Moore volt az első választás a főszerepre, aki kérte, hogy a férj szerepét Alec Baldwinnak adják. Kate Bosworth nagy rajongója volt addigra a könyvnek, mikor filmszerepet kínáltak neki, és Kristen Stewart két másik filmet utasított vissza, hogy szerepelhessen.
Moore egy hónap szabadságot vett ki Az éhezők viadala: A kiválasztott – 1. rész című filmsorozat forgatásából, hogy a Megmaradt Alice-nek-re koncentrálhasson: Alzheimer-kóros betegekkel beszélgetett, otthonokba látogatott és minden könyvet, cikket elolvasott, amit a témában talált.
Lisa Genova kapott egy cameoszerepet Lydia jelenetébe, mikor a színházban előadnak. Glatzer és Westmoreland egy hónap alatt leforgatták a filmet, Glatzer már annyira beteg volt, hogy nem tudott beszélni, ezért egy iPaden keresztül kommunikált.
A film 2014-ben egyike volt a Sony azon produkcióinak, amik áldozatul estek a kalózkodásnak.

## Kritika
A produkció 72 pontot ért el a metacriticen, és 87%-os minősítést kapott a Rotten Tomatoeson. Julianne Moore-t pozitívan értékelték, némely kritikus szerint a film nem volt kihívás neki. Más vélemények szerint a film csak Moore miatt éri meg rászánni az időt, egyébként egy átlagos dráma lenne.

## Fontosabb díjak és jelölések
Julianne Moore megnyert minden fontos díjat az alakításával. Beszédében megemlékezett a díjátadót már meg nem ért Glatzerről, és az Ice Bucket Challenge (jegesvödör-kihívás) teljesítésével felhívta a figyelmet az ALS betegekre, amit Kristen Stewart is teljesített. Őket követve rengeteg ember hajtotta még végre, és adományokat gyűjtöttek a betegek számára.
- Oscar-díj a legjobb női főszereplőnek – Julianne Moore
- Golden Globe-díj a legjobb női főszereplőnek – filmdráma – Julianne Moore
- BAFTA-díj a legjobb női főszereplőnek – Julianne Moore
- Screen Actors Guild-díj: legjobb női főszereplő – Julianne Moore
- Londoni Filmkritikusok Köre: Az év színésznője – Julianne Moore
- Teen Choice Awards: Choice Movie Actress (jelölés) – Kristen Stewart